# Teshio (Hokkaidō)
Teshio (天塩町?) è una cittadina giapponese della prefettura di Hokkaidō.